# The Hogs
The Hogs (español: Los Cerdos) fue el apodo de la línea ofensiva del equipo de fútbol americano, los Washington Redskins de la NFL durante la década de 1980 y principios de la década de 1990. Reconocidos por su habilidad para controlar la línea de scrimmage, los Hogs ayudaron a Washington a ganar tres Super Bowls (XVII, XXII y XXVI) bajo las órdenes del entrenador Joe Gibbs.

## Historia
"Los Cerdos" fue un término acuñado por quien fue en esa época entrenador de la línea ofensiva de Washington, Joe Bugel, durante los campos de entrenamiento en 1982, cuando le dijo a sus linieros, "Ok, cerdos, parense aquí".
El centro Jeff Bostic, los guardias Russ Grimm y Mark May, los tackles Joe Jacoby y George Starke, y los tight ends Don Warren y Rick Walker fueron conocidos como los "Cerdos Originales". Con la excepción de Starke quien se retiró en 1984 después de ayudar a ganar el Super Bowl XVII, la mayoría de los Cerdos permanecerían juntos hasta los principios de la década de los 90's.
La línea ofensiva promediaba 273 libras en 1982 (123 kilos) — sin incluir al gigantesco Joe Jacoby que medía 2,05 metros, quien después se unió al equipo pesando 305 libras (138 kilos).
Primero, los Cerdos protegieron al running back John Riggins y al quarterback Joe Theismann. Riggins fue aceptado como "Cerdo Honorario". Joe Theismann hizo un bloqueo clave en un juego en particular y suplicó ser llamado "lechón honorario". Theismann jamás tuvo que golpear un maniquí de bloqueo todos los días, por lo que nunca fue nombrado "lechón". Aparte, Bugel dijo: "No queremos a un quarterback en la manada". "Ningún quarterback", dijo Starke por esa época. Theismann ha dicho en muchas ocasiones que después de ese bloqueo que hizo fue admitido en "Los Cerdos" como un "lechón".
Su éxito inspiró a un grupo de fanáticos (hombres) que llegaron a ser conocidos como "Las Cerditas", quienes asisten a los juegos de Washington disfrazados como "viejitas" (vestidos, sombreros de ala ancha) y usando narices de puerco falsas. Actualmente la tradición aún es practicada por algunos fanes de los Redskins.
Poco tiempo después de perder el Super Bowl XVIII por 38-9 contra los Oakland Raiders en 1984, Starke y Riggins se retiraron. La carrera profesional de Theismann terminó en 1985 después de sufrir una espantosa lesión al ser tackleado por el linebacker de los New York Giants Lawrence Taylor. Pero los Redskins se encontrarían con una nueva camada de Cerdos, incluyendo a las selecciones universitarias de 1985 Raleigh McKenzie (guardia egresado de Tennessee), y 1989 Mark Schlereth (guardia de Idaho), junto con el tackle Pro Bowl Jim Lachey, quien fue adquirido en un cambio de los Raiders. Con su ayuda, Washington ganaría dos Super Bowls más - el Super Bowl XXII en 1988 y el Super Bowl XXVI en 1992 -.